# خطماوات
الخطماوات (الاسم العلمي: Trombiculinae) هي أسرة من الحيوانات تتبع الفصيلة الخطميات من رتبة خطميات الشكل.

## أجناس الخطماوات
- الخطماء